# Зеркальный солнечник
Зеркальный солнечник, или волосатый солнечник, или голый солнечник  (лат. Zenopsis nebulosa) — вид  лучепёрых рыб из семейства солнечниковых (Zeidae). Распространены в Тихом океане и у западных берегов Австралии.

## Описание
Тело овальной формы, высокое, сильно сжатое с боков. Чешуя отсутствует. Профиль тела перед спинным плавником вогнутый. Рот большой с мелкими зубами на челюстях и сошнике. Вехняя челюсть выдвижная. В спинном плавнике 9 колючих и 26—27 мягких лучей. Колючие лучи спинного плавника заканчиваются длинными нитями, длина которых превышает длину самих колючек. В анальном плавнике 3 колючих и 24—25 мягких лучей. Брюшные плавники располагаются перед грудными, в них по 6 мягких сильно удлинённых лучей. Вдоль оснований спинного и анального плавников проходит ряд плоских костных шипов. Такие же шипы располагаются на брюхе перед брюшными плавниками (5—6 шипов) и между брюшными и анальным плавниками. Хвостовой плавник усечённый.
Окраска тела однородная, серебристая, почти зеркальная. В центре боковых поверхностей тела имеется расплывчатое тёмное пятно.
Максимальная длина тела 70 см, а масса — до 3 кг. Продолжительность жизни до 45 лет.

## Биология
Морские бентопелагические рыбы. Обитают на глубине от 30 до 800 м.

## Ареал
Распространены в западной части Тихого океана от Японии до Австралии (в том числе у западных берегов) и Новой Зеландии. На востоке Пацифики встречаются от центральной Калифорнии до Перу.